# اسوتلانا چیرکووا-لوزووایا
اسوتلانا چیرکووا-لوزووایا (روسی: Светлана Михайловна Чиркова-Лозовая؛ زادهٔ ۵ نوامبر ۱۹۴۵) شمشیرباز اهل اتحاد جماهیر شوروی سوسیالیستی بود.
وی در مسابقات کشوری و بین‌المللی در مجموع برندهٔ ۴ مدال طلا، ۱ مدال نقره، ۱ مدال برنز شده‌است.